# آندرژی کوندراتیوک
آندرژی کوندراتیوک (لهستانی: Andrzej Kondratiuk؛ ۲۰ ژوئیه ۱۹۳۶ – ۲۲ ژوئن ۲۰۱۶) کارگردان، فیلم‌نامه‌نویس، بازیگر و فیلم‌بردار اهل لهستان بود.
از فیلم‌های او می‌توان به «چهار فصل» (Cztery pory roku) اشاره نمود.
او رکورددارِ داشتنِ بیشترین نقش در ساخت یک فیلم است و در فیلم یادشده، در مقامِ کارگردان، تهیه‌کننده، فیلم‌نامه‌نویس، فیلم‌بردار، طراح صحنه، آهنگساز، صداگذار، نورپرداز و بازیگر ظاهر شد.